# 奧利溫角
60°40′S 45°29′W / 60.667°S 45.483°W
奧利溫角（英語：Olivine Point）是南極洲的海岬，位於南奧克尼群島的科羅內申島南岸，是冰山灣的東端，由英國測量隊在1948至1949年探測，現時由南極條約體系管理。